# Omega Ophiuchi
Omega Ophiuchi (ω Ophiuchi, förkortat Omega Oph, ω Oph), som är stjärnans Bayer-beteckning, är en ensam stjärna i den sydvästra delen av stjärnbilden Ormbäraren. Den har en genomsnittlig skenbar magnitud på +4,47 och är synlig för blotta ögat där ljusföroreningar ej förekommer. Baserat på parallaxmätningar i Hipparcos-uppdraget på 19,3 mas beräknas den befinna sig på ca 170 ljusårs (52 pc) avstånd från solen.

## Egenskaper
Omega Ophiuchi är en blå till vit stjärna av spektralklass ApSrEuCr Den har en massa som är omkring dubbelt så stor som solens massa, en radie som är ca 3 gånger större än solens och utsänder ca 37  gånger mera energi än solen från dess fotosfär vid en effektiv temperatur på ca 8 500 K.
Omega Ophiuchi är en roterande variabel av Alfa2 Canum Venaticorum-typ (ACV) och har en visuell magnitud som varierar 4,44-4,51 med en period av 2,99 dygn.